# Universität Northampton (13. Jahrhundert)
Die Universität Northampton war eine 1261/62 in Northampton gegründete Universität, die  1265 aufgelöst wurde. 
Im Jahr 1260 kam es zu  Auseinandersetzungen zwischen den Angehörigen Cambridges aus dem Norden und Süden Englands, die einen Teil des Lehrkörpers aus dem Norden nach Northampton fliehen ließ. Die Gründung genoss die Unterstützung Heinrichs III.; ein Royal Letter vom 1. Februar 1261 forderte die Notabelen der Stadt Northampton zur Unterstützung der Flüchtlinge auf. Eine Royal Charter zur Gründung der Universität bestand jedoch nicht. Während der Unterbrechung des Betriebes der Universität Oxford im Jahr 1264 kamen wahrscheinlich weitere Studenten und Lehrer von dort nach Northampton. Während der Schlacht von Northampton im Zuge des Zweiten Krieg der Barone widersetzten sich Gelehrte und Studenten den königlichen Kräften. Dies, zusammen mit Petitionen aus Oxford und Cambridge, die neu entstandene Konkurrenz zu beenden, bewog Heinrich III., sie bereits 1265 wieder aufzulösen. Hierbei handelt es sich um den einzigen Fall in Großbritannien, bei dem einer Institution der Rang einer Universität aberkannt wurde.